# كالي برينك
كالي برينك (بالسويدية: Kalle Brink)‏ هو لاعب غولف سويدي، ولد في 12 أغسطس 1975 في هلسينغبورغ في السويد.

## وصلات خارجية
- كالي برينك على موقع رابطة أوروبا للاعبي الغولف المحترفين (الإنجليزية)
- كالي برينك على موقع التصنيف العالمي الرسمي للغولف (الإنجليزية)